# Eucyte
Als Eucyte, selten auch Euzyte, (aus altgr. εὖ eu, ‚gut‘, + κύτος kýtos, ‚Gefäß‘) bezeichnet man die Zellen der Eukaryoten. Sie sind stets mit einem echten Zellkern (Nukleus) ausgestattet.
Eucyten sind zumeist 5 bis 50 Mikrometer groß – in Ausnahmefällen auch deutlich größer – und besitzen häufig intrazelluläre Organellen. Diese sind, genau wie der Zellkern, von Membranen umschlossen.
Der Eucyte gegenüber steht der Zelltyp der Prokaryoten: die Procyte. Im Gegensatz zur Eucyte hat diese keinen echten Zellkern und kommt nur bei Bakterien und Archaeen vor. Nach der Endosymbiontentheorie sind einige der Eucyten-Organellen im Verlauf der Stammesgeschichte aus Procyten (prokaryotischen Zellen) hervorgegangen, u. a. die Mitochondrien, die Plastiden und die Hydrogenosomen.